# Sam English
Sam English (Coleraine, 18 agosto 1908 – Alexandria, 31 marzo 1967) è stato un calciatore nordirlandese, di ruolo attaccante.

## Carriera

### Club
Nella stagione 1931-1932 con il Glasgow Rangers ha segnato 53 gol, di cui 44 in campionato e 9 in coppa, risultando uno dei maggiori calciatori per numero di gol realizzati in una singola stagione.
Nella stessa stagione, sabato 5 settembre ad Ibrox Park, durante l'Old Firm contro i Rangers poco dopo l'inizio della ripresa, English si lanciò verso la porta avversaria; il portiere dei Celtic John Thomson uscì con irruenza e si lanciò sulla palla, ricevendo una violenta ginocchiata in testa che gli fratturò il cranio, rompendogli un'arteria a livello della tempia destra.
Thomson ricevette i primi soccorsi direttamente in campo dai medici della St Andrew's Ambulance Association e fu portato via in barella, sanguinante. Dagli spalti, gli spettatori credettero a un infortunio breve entità, e secondo The Scotsman fu visto «alzarsi dalla barella e voltarsi verso il punto del campo in cui era accaduto il fatto»; le fonti parlano di mormorii interrogativi e di urla di donna, poi attribuiti alla fidanzata Margaret. Alcuni tifosi del Rangers esultarono per l'infortunio occorso ad un avversario, e furono invitati a fermarsi dal capitano biancoblù David Meiklejohn. Un giocatore dei Gers, che studiava medicina, disse di aver compreso immediatamente, alla vista del portiere, che avrebbe avuto poche possibilità di sopravvivere. La partita continuò con il centrocampista Geatons tra i pali per il Celtic, e terminò 0-0.
Thomson fu portato all'Ospedale Victoria di Glasgow, dove gli fu diagnosticata una rientranza nella parte destra del cranio profonda 5 centimetri; alle 17 ebbe una crisi convulsiva e fu condotto in sala operatoria per tentare di ridurre l'emorragia cerebrale. L'operazione non ebbe successo, e Thomson fu dichiarato morto alle 21:25.
Sam English fu profondamente traumatizzato dall'incidente; accusato di malevolenza per non aver scavalcato il portiere, fu poi scagionato da un'inchiesta che derubricò il tutto a incidente, tesi supportata anche dalla famiglia della vittima e dai giocatori presenti sul campo. Continuò a giocare per alcuni anni, scegliendo di trasferirsi in Inghilterra a causa dell'ostilità che gli mostravano molti tifosi per l'episodio; nel 1938, al termine della sua carriera, confidò di non aver mai più provato gioia nel giocare.

### Nazionale
Ha giocato 2 partite in Nazionale nel 1932.

## Palmarès

### Club

#### Competizioni nazionali
- Campionato scozzese: 1

Rangers: 1932-1933
- Coppa di Scozia: 1

Rangers: 1932